# ГНУ/Линукс
ГНУ/Линукс (или ГНУ са Линуксом) се назива комбинација слободних алата из Пројекта ГНУ и Линукс језгра оперативног система. 
Ова комбинација се некада скраћује само на Линукс, што је често повод за сукоб, будући да страна која инсистира на имену ГНУ/Линукс, сматра да се тиме, сем што се људи доводе у заблуду, неправедно умањује значај ГНУ алата у оперативном систему. 
Став друге стране је углавном да је непрактично писати ГНУ/Линукс, и да је само Линукс довољно.
Дистрибуције Линукса које користе ГНУ/Линукс назив укључују Дебиан ГНУ/Линукс (Debian GNU/Linux).
Чешће су оне које ГНУ назив избацују, као Ред Хат Линукс (Red Hat Linux), Мандрива Линукс (Mandriva Linux), оупенСУЗЕ (openSUSE) и друге.